# Little Pine Lagoon
Die Little Pine Lagoon ist ein See im Zentrum des australischen Bundesstaates Tasmanien.
Der See liegt im zentralen Hochland, südwestlich des Great Lakes. Der Little Pine River durchfließt ihn. Entlang seines Südostufers verläuft auch der Marlborough Highway (B11).